# Sergio Assisi

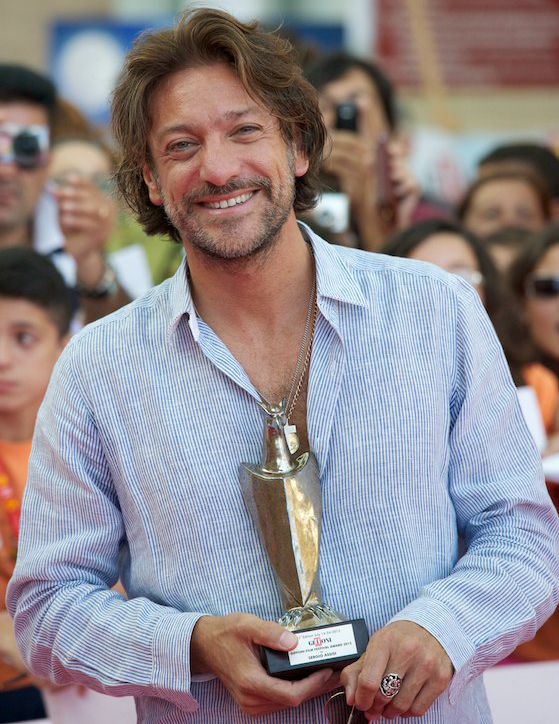
Sergio Assisi (2012)

Sergio Assisi (* 13. Mai 1972 in Neapel) ist ein italienischer Film- und Theaterschauspieler.

## Leben
Assisi erhielt ein Stipendium an der Theaterakademie des Teatro Bellini in Neapel, das der Theaterregisseur Tato Russo alle drei Jahre vergibt. Ab 2011 befand sich Assisi in einer Beziehung mit der Schauspielerin Gabriella Pession.
Nach nur einem Jahr an der Akademie bot ihm der Regisseur Livio Galassi eine Rolle in Molieres Komödie George Dandin an. Von da an spielte er in einer Reihe von Theaterstücken, die von klassischen Neapolitanischen Komödien (Commedia dell’arte) und Klassikern der Griechischen Komödie über Komödien von Goldoni und Tragödien von Shakespeare bis hin zu zeitgenössischen Werken reichen. 
Sein Filmdebüt hatte Assisi 1999 in Ferdinando e Carolina, in dem er eine Hauptrolle erhielt. Der erste Film, bei dem Assisi selbst Regie führte und auch das Drehbuch schrieb, war A Napoli non piove mai im Jahr 2015. Neben mehreren Fernseh- und Kinofilmen war Assisi von 2006 bis 2010 in der Fernsehserie Capri und 2012 in Zodiaco – Il libro perduto und der Miniserie Il commissario Nardone zu sehen.

## Filmografie
- 1999: Ferdinando e Carolina
- 2000: L'uomo della fortuna
- 2004: Guardiani delle nuvole
- 2006: Amore e libertà – Masaniello
- 2010: Die Swingmädchen (Le ragazze dello swing, Fernsehfilm)
- 2014: Fratelli unici
- 2014: Ultima Fermata
- 2015: A Napoli non piove mai (auch Regie und Drehbuch)

## Auszeichnungen
- Salerno International Film Festival 2006: Auszeichnung mit der Festival Trophy als Bester Schauspieler in Amore e libertà – Masaniello
- Giffoni Film Festival 2012: Auszeichnung mit dem Giffoni Award
- Terra di Siena Film Festival 2015: Auszeichnung als Regisseur mit dem Sanese d'Oro für A Napoli non piove mai (Bester Film)